# Mahinda Rajapaksa
Percy Mahendra "Mahinda" Rajapaksa (Hambantota, 18 de novembro de 1945) é um político do Sri Lanka, foi Presidente do Sri Lanka de 2005 até 2015 e primeiro-ministro do país até maio de 2022. Anteriormente, foi primeiro-ministro de seu país, entre 6 de agosto de 2004 e 21 de novembro de 2005. Foi reeleito presidente em janeiro de 2010.
De fé budista, como a maioria da população de seu país, nasceu em Weerakatiya, região rural do distrito de Hambantota.
É filho de Alwin Rajapaksa, histórico agitador pela independência de seu país. Trabalhou na Universidade Vidyodaya (atual Universidade de Sri Jayawardanapura) onde se formou advogado. Durante sua vida pública foi também deputado distrital e ministro do Trabalho e Treinamento Vocacional.
Durante a primeira metade de sua presidência, entre 2005 e 2009, esteve a frente das forças armadas do Sri Lanka como chefe de estado da nação durante a parte final da violenta Guerra Civil do Sri Lanka. Sob sua liderança, o governo central cingalês derrotou os rebeldes separatista e restauraram a ordem no país. Contudo, acusações foram feitas contra as forças de Rajapaksa, que foram acusadas de assassinatos, estupros e outros crimes de guerra. Porém, muitos o saúdam como um líder eficiente que derrotou os rebeldes e encerrou o conflito.
Em 2022, o cenário econômico e político do país levou milhares de Cingaleses às ruas do Sri-Lanka. Motivados pela inflação crescente, que atingiu a marca 30% em abril, manifestantes contrários ao governo dos irmãos Gotabaya Rajapaksa e Mahinda Rajapaksa montaram um acampamento em frente a sede do governo no dia 09 de abril. Após um cenário de intensos embates e confrontos violentos entre critícos e apoiadores do governo, o presidente Gotabaya decretou estado de emergência duas vezes em apenas cinco semanas. Em 09 de maio de 2022, após um episódio de violência que culminou na morte de dois manifestantes e um deputado da base governista na cidade de Nittambuwa, Mahinda Rajapaksa renunciou ao cargo de primeiro ministro do país. 